# جداشدگی کامل پوست
جراحت جداشدگی کامل پوست (به انگلیسی: Degloving)، نوعی از صدمهٔ جداشدگی است که در آن بخش قابل توجهی از پوست به‌طور کامل تا بافت زیرین آن جدا شده و به رگ‌های خون‌رسان پوست آسیب وارد می‌شود.

## اثرات
به طور معمول، جداشدگی کامل پوست در اندام‌های انتهایی رخ می‌دهد. در این موارد، معمولا همراه با شکستگی هستند. هر جراحتی که موجب جداشدگی کامل پوست در سر یا تنه شود، احتمالا می‌تواند کشنده باشد. با این وجود، در جراحی پلاستیک از جداشدگی کامل پوست، به صورت متداول و در شرایط کنترل شده استفاده می‌شود.
آسیب‌های جداشدگی کامل پوست، همیشه نیازمند مداخله جراحی عمده هستند.